# Lustdorf
Lustdorf (im einheimischen Dialekt: [ˈluəʃtərəf(ˑ)] oder [ˈluəʃtɔːrfˑ]) ist eine ehemalige Ortsgemeinde und eine Ortschaft der Gemeinde Thundorf im Schweizer Kanton Thurgau.
1803 bis 1994 bildete Lustdorf eine eigenständige Ortsgemeinde innerhalb der Munizipalgemeinde Thundorf. Am 1. Januar 1995 kam Lustdorf im Rahmen der Thurgauer Gemeindereform zur politischen Gemeinde Thundorf.

## Geographie
Das Pfarrdorf Lustdorf liegt 7 Kilometer östlich von Frauenfeld. Zur Ortsgemeinde gehörten nebst Lustdorf die Weiler Grub, Held und Hessenbohl.

## Geschichte

Lustdorf im Jahr 1954

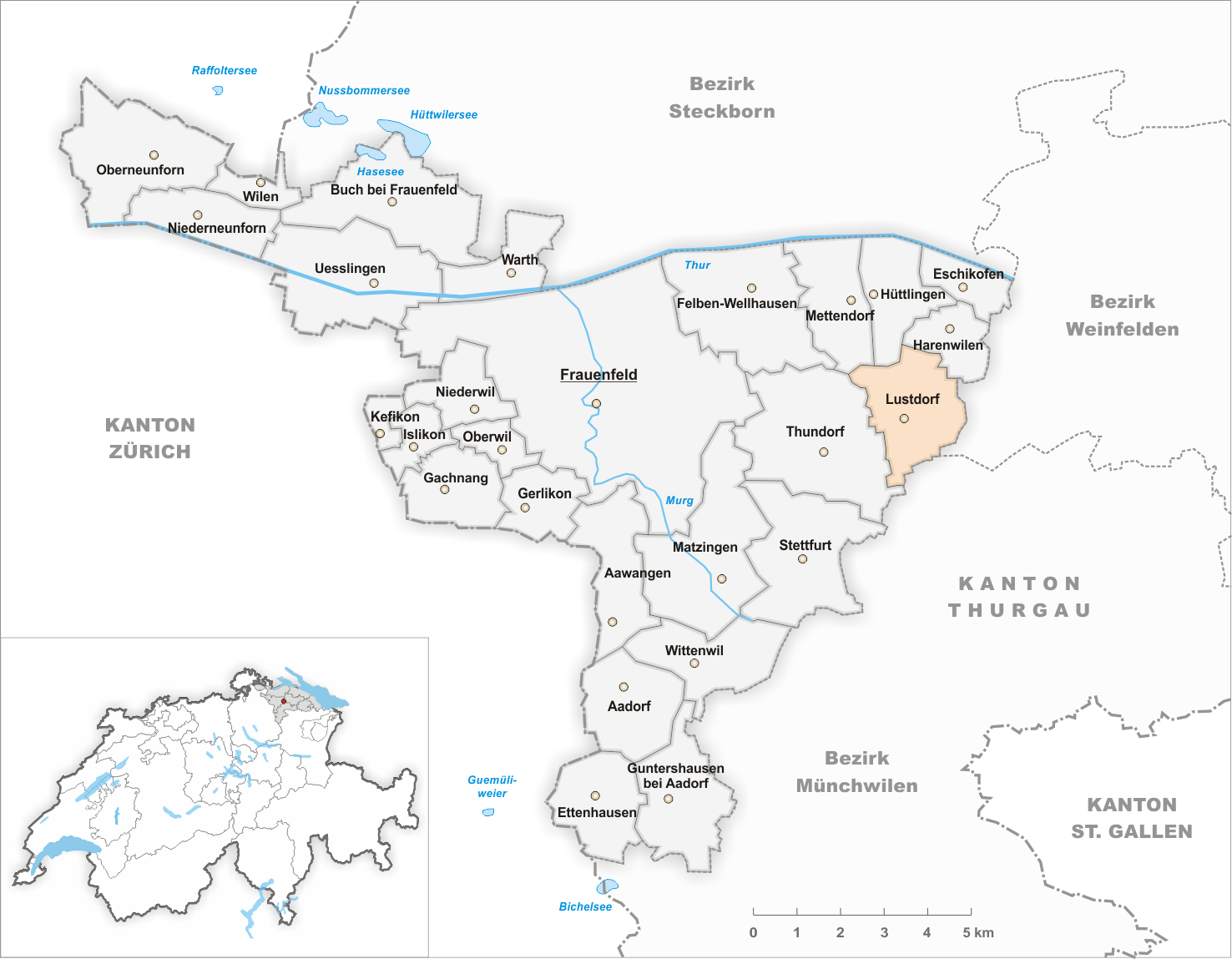
Gemeindestand vor der Fusion im Jahr 1995

Lustdorf war vermutlich eine fränkische Gründung, die zu Kurz- und Langdorf gehörte. Im Hochmittelalter gelangte es an die Abtei Reichenau. Vom Spätmittelalter bis 1798 bildete Lustdorf mit Mettendorf und Eschikofen ein Gericht, das je hälftig reichenauisch und wellenbergisch war. Einige Höfe lagen im Gericht Wellenberg, andere in den sogenannten Hohen Gerichten der im Thurgau regierenden Orte.
Kirchlich gehörte Lustdorf anfangs zu Frauenfeld-Oberkirch. 1275 ist in der Pfarrei, die auch Wetzikon und Strohwilen umfasste, ein Priester bezeugt. 1386 ging die reichenauische Kollatur an die Besitzer der Herrschaft Spiegelberg über. 1529 setzte sich die Reformation durch. Die Gegenreformation durch die Abtei Fischingen misslang. Lustdorf gehört zur Schulgemeinde Thundorf.
Wirtschaftlich dominierten Ackerbau, Vieh-, Milch- und Forstwirtschaft. Bis um 1900 wurde Rebbau betrieben, ab 1860 auch etwas Gewerbe, unter anderem eine Ölmühle. 1920 bis 1929 existierte eine Schifflistickerei.

## Bevölkerung
| Jahr         | 1850  | 1900  | 1950  | 1990  | 2000  | 2010  | 2018     | 2023     |
| Ortsgemeinde | 233   | 198   | 219   | 168   |       |       |          |          |
| Ortschaft    |       |       |       |       | 141   | 161   | 189 Anm. | 185 Anm. |
| Quelle       | [ 4 ] | [ 4 ] | [ 4 ] | [ 4 ] | [ 5 ] | [ 6 ] | [ 2 ]    | [ 7 ]    |

Von den insgesamt 185 Einwohnern der Ortschaft Lustdorf am 31. Dezember 2023 waren 16 bzw. 8,6 % ausländische Staatsbürger. 113 (61,1 %) waren evangelisch-reformiert und 25 (13,5 %) römisch-katholisch.

## Sehenswürdigkeiten
Lustdorf ist im Inventar der schützenswerten Ortsbilder der Schweiz und die reformierte Kirche St. Afra und St. Nikolaus in der Liste der Kulturgüter in Thundorf aufgeführt.